# Almó (mitologia)
Segons la mitologia romana, Almó (en llatí: Almo) va ser un déu protector del riu homònim, que desembocava al Tíber a prop de Roma. Tal com feien amb Tiberí, el protector del Tíber, els àugurs l'invocaven.
Segons Ciceró, a les aigües de l'Almó es rentava una pedra sense forma que representava l'estàtua de Cíbele, la mare dels déus. Almó va tenir una filla, Lara o Larunda, relacionada amb la terra, la llar i els fantasmes. Els seus símbols són les llars de foc, els forns, la terra i l'argila. Lara, per ser la mare dels lars, era una de les deesses romanes protectores de residència familiar.